# 延斯·莱曼
延斯·莱曼（德語：Jens Lehmann，發音：[ˈjɛns ˈleːman]，1969年11月10日—），是一名已退役的德国職業足球员，司職門將。現時為英格蘭超級足球聯賽球隊阿仙奴的助理教练。
1988年，列文於史浩克04開始其職業生涯，贏得1996–97年歐洲足協盃。1998年，他轉會至意大利甲組足球聯賽球會AC米兰，可是效力期間的表現不佳，於1999年的冬季轉會窗轉會至多蒙特，贏得1次聯賽冠軍。2003年，列文轉會至英格蘭超級足球聯賽球隊阿仙奴，首季即以不敗的成績奪得聯賽冠軍，並上陣每一場聯賽。他亦以連續10場不失球的成績，成為歐洲聯賽冠軍盃歷史上連續不失球場數最多的門將。2008年，列文轉會至史特加，並於2010年6月宣佈退役。2011年3月，他曾短暫復出為阿仙奴上陣，解決當時傷兵問題，並於同年6月再次退役。
在國家隊方面，列文自1998年起為德國國家足球隊上陣，總計他為國家隊上陣61場比賽，曾3度入選德國隊參加世界盃的大軍名單。

## 俱乐部生涯

### 史浩克04
1988-89賽季，列文於德國甲組足球聯賽球會史浩克04開始其職業生涯，效力球隊接近10年。於首數個職業賽季，他的表現比較不穩。1993年，列文在一場對陣勒沃库森的比賽中，於上半場失掉3球，結果於半場被換下，最終他於比賽完結後，沒有跟隨球隊乘搭隊巴離開球場。
1995年3月12日，列文在對陣1860慕尼黑的聯賽中，於第84分鐘時攻入1球十二碼，協助球隊以6比2大勝。1997年12月19日，他在對陣多蒙特的比賽中，於最後1分鐘協助球隊扳平比數。
於1996–97年歐洲足協盃的決賽中，列文成為球隊勝出的英雄。他於互射十二碼階段中救出的一記十二碼，最終球隊以4比1贏下比賽，奪冠而回。

### AC米蘭
1998年，莱曼转会至AC米兰，但表現未如理想。於其中一場比賽，因列文以手接着隊友的回傳，被射入1球間接自由球；他亦曾於侵犯對手被罰十二碼後被教練換下。列文只是為球隊上陣5場後被列入球隊的後備，並於次年冬季轉會窗離隊。

### 多蒙特
1999年，列文轉會至德甲球會多蒙特，接替離隊的門將斯特凡·克羅斯。

### 阿仙奴
2003年7月25日，莱曼加盟阿森纳。次年，球队以不败战绩获得英格兰超级联赛冠军，莱曼参加了所有的比赛。由于常在比赛中出现一些错误，在2004年-2005年英格兰超级联赛中程时，莱曼不再是阿森纳的首选，他的位置受到了西班牙人艾蒙尼亞的威胁。但是，艾蒙尼亞同样也在比赛中犯下多次错误，于是莱曼得以重新巩固自己的地位。
在2005/06年球季，雖然球隊在聯賽戰績回落，但在歐洲聯賽冠軍盃中表現出色，列文與一眾球員共同創造10場不失球紀錄，其中在4強次回合作客華拉利爾的比賽末段，列文救出對方列基美的12碼，成為球隊出線功臣。可惜在決賽對巴塞隆拿的賽事中，列文於18分鐘為阻擋對方單刀球而被出示紅牌離場，最終球隊在10人應戰情況下，1:2輸球，無緣冠軍。

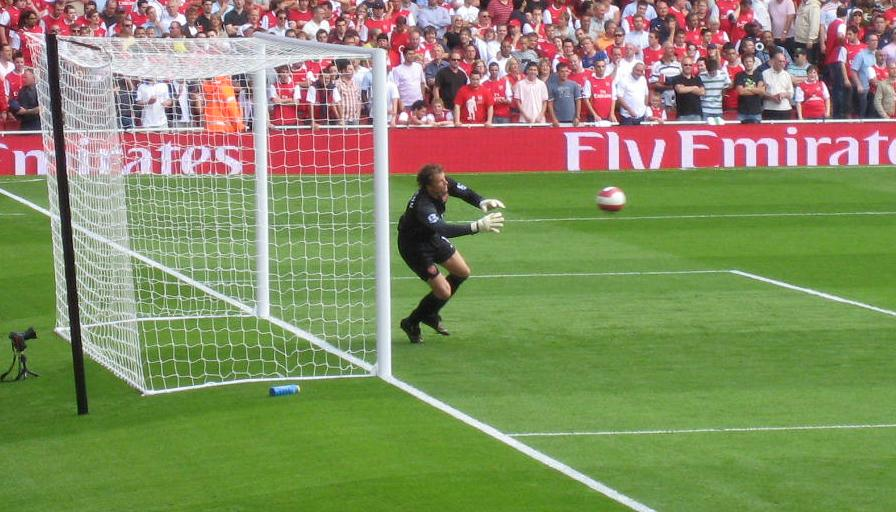
莱曼在热身中做出扑救

2007年4月26日志切在歐聯比賽的列文拒絕加盟德甲中游份子柏林赫塔，再次續約效力阿仙奴多一季到2008年。

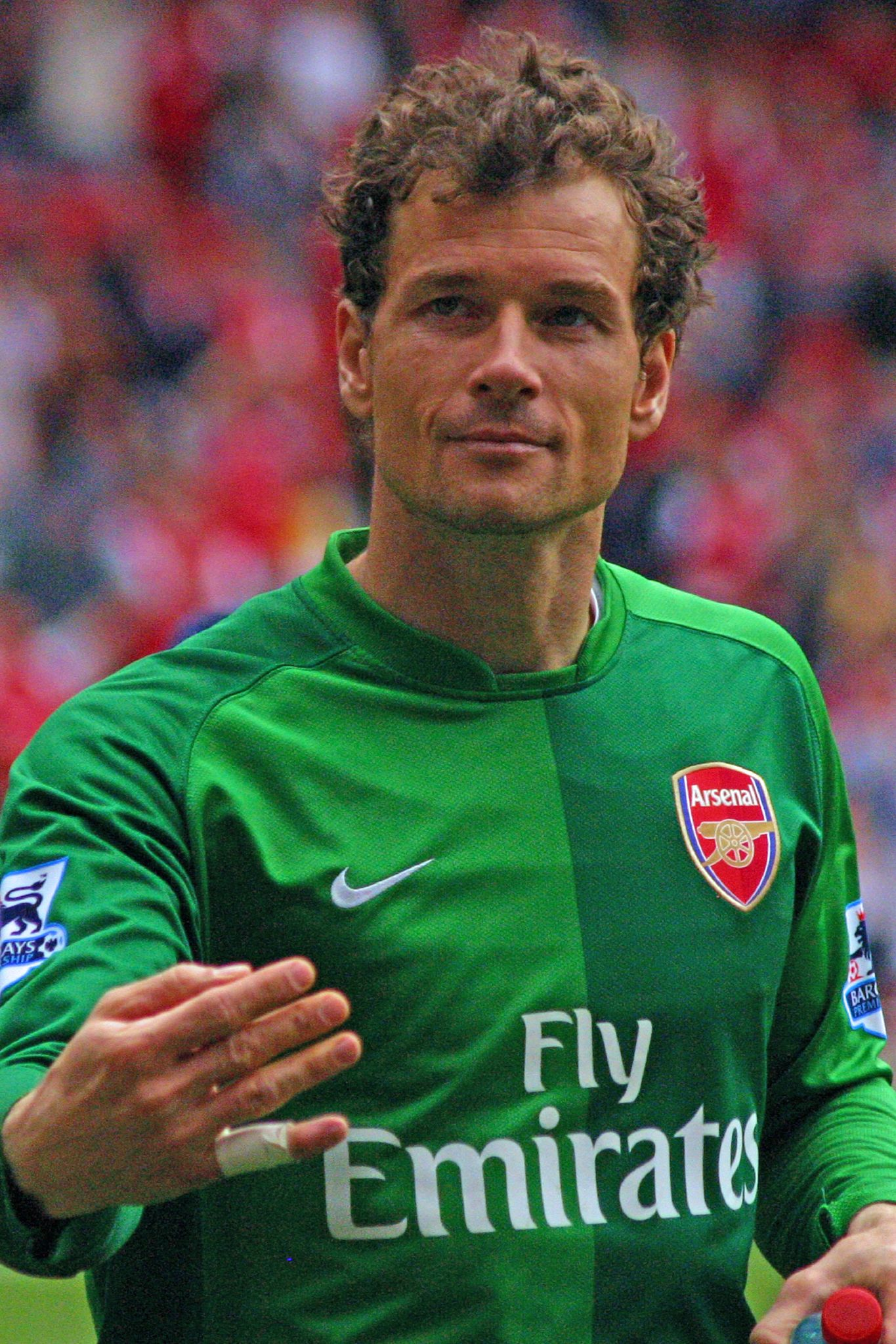
莱曼在2007年为阿森纳出战

### 史特加
2008年夏季返回德國加盟史特加，簽約1年。2009年4月3日，萊曼同斯圖加特續約1年至2010年夏季。2009/10年球季史特加開季成績差劣，於9月19日主場0-2負於科隆後連續6場正式比賽不勝，但賽後莱曼卻携同妻子到慕尼黑出席啤酒节派對，因此被球隊禁止在德國足協盃第二輪對吕贝克（Lübeck）上陣，事後萊曼解釋到場為了出席一項預早安排的慈善活動，當晚並沒有喝酒。列文在2010年3月30日宣佈在球季結束後退役。

### 重返阿仙奴
2011年3月列文重返舊東家阿仙奴進行為期6週的實習工作以考取教練執照，期間阿仙奴鬧門將荒，只有艾蒙尼亞可供上陣，3月17日領隊雲加邀請列文復出，以每月滾動合約效力直到球季結束。4月10日作客對黑池，艾蒙尼亞於賽前進行熱身時受傷，列文臨危受命把守獨木關，最終協助球隊3-1獲勝奏凱而回。
在5月4日阿森纳該赛季最后一个主场对阵埃弗顿的比赛中，莱曼再次登场，在比赛最后20分钟替补法比安斯基出场。赛后，他向球迷鞠躬鼓掌，赢得了起立致敬。当天，温格证实这是莱曼的告别戰。

## 国家队生涯
列文首次代表德国国家队参赛是1998年2月18日对阵阿曼，讫今为止总共出场29次，其中大部分为友谊赛。列文在国家队的主要的对手是拜仁慕尼黑的卡恩，后者一直都是德国队的一号门将。但當2004年德国队主教练上台後，列文成为了2006年世界杯足球赛德国队首选门将。在最终提交的参赛名单中，莱曼的号码最终被确定为1号，並為國家隊上陣6場及晉身季軍戰，八强与阿根廷，列文扑出兩个点球。成为进四强的英雄，但是四强负于意大利，而德國最終繼62年之智利和90年之意大利後成為第三季軍東道主。
2008年6月，莱曼作为主力门将和队中元老代表德国出战2008年欧洲杯，发挥一直很稳定，一路杀入决赛，对垒西班牙。然而，尽管莱曼在该场比赛发挥出色，多次扑出危险射门，但仍然无法阻止德国队以0-1落败，最终遗憾地僅获亚军。

## 演員
列文參演一套由德國及南非合作的電影《Themba》，扮演一名足球教練及球探，於2010年在柏林国际电影节首播。

## 教练生涯
2017-18赛季开始前，莱曼确认回归阿森纳，担任球隊的助理教练。

## 生涯統計

### 球會
| 球會        | 球會     | 球會               | 聯賽 | 聯賽 | 盃賽         | 盃賽         | 聯賽盃             | 聯賽盃             | 洲際比賽 | 洲際比賽 | 總計 | 總計 |
| 賽季        | 球會     | 聯賽               | 出場 | 入球 | 出場         | 入球         | 出場               | 入球               | 出場     | 入球     | 出場 | 入球 |
| 德國        | 德國     | 德國               | 聯賽 | 聯賽 | 德国足协杯   | 德国足协杯   | 德國足球協會聯賽盃 | 德國足球協會聯賽盃 | 歐洲賽事 | 歐洲賽事 | 總計 | 總計 |
| ----------- | -------- | ------------------ | ---- | ---- | ------------ | ------------ | ------------------ | ------------------ | -------- | -------- | ---- | ---- |
| 1988-89賽季 | 史浩克04 | 德國乙組足球聯賽   | 13   | 0    |              |              |                    |                    | 0        | 0        | 13   | 0    |
| 1989-90賽季 | 史浩克04 | 德國乙組足球聯賽   | 27   | 0    |              |              |                    |                    | 0        | 0        | 27   | 0    |
| 1990-91賽季 | 史浩克04 | 德國乙組足球聯賽   | 34   | 0    |              |              |                    |                    | 0        | 0        | 34   | 0    |
| 1991-92賽季 | 史浩克04 | 德国足球甲级联赛   | 37   | 0    |              |              |                    |                    |          |          | 37   | 0    |
| 1992-93賽季 | 史浩克04 | 德国足球甲级联赛   | 8    | 0    |              |              |                    |                    |          |          | 8    | 0    |
| 1993-94賽季 | 史浩克04 | 德国足球甲级联赛   | 21   | 0    | 1            | 0            |                    |                    |          |          | 22   | 0    |
| 1994-95賽季 | 史浩克04 | 德国足球甲级联赛   | 34   | 1    |              |              |                    |                    |          |          | 34   | 1    |
| 1995-96賽季 | 史浩克04 | 德国足球甲级联赛   | 32   | 0    |              |              |                    |                    |          |          | 32   | 0    |
| 1996-97賽季 | 史浩克04 | 德国足球甲级联赛   | 34   | 0    |              |              |                    |                    | 12       | 0        | 46   | 0    |
| 1997-98賽季 | 史浩克04 | 德国足球甲级联赛   | 34   | 1    |              |              |                    |                    | 7        | 0        | 41   | 1    |
| 意大利      | 意大利   | 意大利             | 聯賽 | 聯賽 | 意大利盃     | 意大利盃     | 聯賽盃             | 聯賽盃             | 歐洲賽事 | 歐洲賽事 | 總計 | 總計 |
| 1998-99賽季 | AC米蘭   | 意大利足球甲级联赛 | 5    | 0    | 1            | 0            |                    |                    |          |          | 6    | 0    |
| 德國        | 德國     | 德國               | 聯賽 | 聯賽 | 德国足协杯   | 德国足协杯   | 德國足球協會聯賽盃 | 德國足球協會聯賽盃 | 歐洲賽事 | 歐洲賽事 | 總計 | 總計 |
| 1998-99賽季 | 多蒙特   | 德國甲組足球聯賽   | 13   | 0    |              |              |                    |                    |          |          | 13   | 0    |
| 1999-00賽季 | 多蒙特   | 德國甲組足球聯賽   | 31   | 0    | 2            | 0            |                    |                    | 12       | 0        | 45   | 0    |
| 2000-01賽季 | 多蒙特   | 德國甲組足球聯賽   | 31   | 0    | 3            | 0            |                    |                    |          |          | 34   | 0    |
| 2001-02賽季 | 多蒙特   | 德國甲組足球聯賽   | 30   | 0    | 0            | 0            | 2                  | 0                  | 17       | 0        | 49   | 0    |
| 2002-03賽季 | 多蒙特   | 德國甲組足球聯賽   | 24   | 0    | 2            | 0            | 0                  | 0                  | 12       | 0        | 38   | 0    |
| 英格蘭      | 英格蘭   | 英格蘭             | 聯賽 | 聯賽 | 英格蘭足總盃 | 英格蘭足總盃 | 英格蘭聯賽盃       | 英格蘭聯賽盃       | 歐洲賽事 | 歐洲賽事 | 總計 | 總計 |
| 2003-04賽季 | 阿仙奴   | 英格蘭超級足球聯賽 | 38   | 0    | 5            | 0            | 1                  | 0                  | 10       | 0        | 54   | 0    |
| 2004-05賽季 | 阿仙奴   | 英格蘭超級足球聯賽 | 28   | 0    | 5            | 0            | 1                  | 0                  | 7        | 0        | 41   | 0    |
| 2005-06賽季 | 阿仙奴   | 英格蘭超級足球聯賽 | 38   | 0    | 0            | 0            | 1                  | 0                  | 8        | 0        | 47   | 0    |
| 2006-07賽季 | 阿仙奴   | 英格蘭超級足球聯賽 | 36   | 0    | 0            | 0            | 0                  | 0                  | 8        | 0        | 44   | 0    |
| 2007-08賽季 | 阿仙奴   | 英格蘭超級足球聯賽 | 7    | 0    | 3            | 0            | 0                  | 0                  | 3        | 0        | 13   | 0    |
| 德國        | 德國     | 德國               | 聯賽 | 聯賽 | 德国足协杯   | 德国足协杯   | 德國足球協會聯賽盃 | 德國足球協會聯賽盃 | 歐洲賽事 | 歐洲賽事 | 總計 | 總計 |
| 2008-09賽季 | 史特加   | 德國足球甲級聯賽   | 34   | 0    | 3            | 0            | 0                  | 0                  | 10       | 0        | 47   | 0    |
| 2009-10賽季 | 史特加   | 德國足球甲級聯賽   | 31   | 0    | 2            | 0            | 0                  | 0                  | 10       | 0        | 43   | 0    |
| 英格蘭      | 英格蘭   | 英格蘭             | 聯賽 | 聯賽 | 英格蘭足總盃 | 英格蘭足總盃 | 英格蘭聯賽盃       | 英格蘭聯賽盃       | 歐洲賽事 | 歐洲賽事 | 總計 | 總計 |
| 2010-11賽季 | 阿仙奴   | 英格蘭超級足球聯賽 | 1    | 0    | 0            | 0            | 0                  | 0                  | 0        | 0        | 1    | 0    |
| 國家        | 德國     | 德國               | 468  | 2    | 13           | 0            | 2                  | 0                  | 80       | 0        | 563  | 2    |
| 國家        | 意大利   | 意大利             | 5    | 0    | 1            | 0            | 0                  | 0                  | 0        | 0        | 6    | 0    |
| 國家        | 英格蘭   | 英格蘭             | 148  | 0    | 13           | 0            | 3                  | 0                  | 36       | 0        | 200  | 0    |
| 總計        | 總計     | 總計               | 621  | 2    | 27           | 0            | 5                  | 0                  | 116      | 0        | 769  | 2    |

### 國家隊上陣次數
| 德國國家足球隊 | 德國國家足球隊 | 德國國家足球隊 |
| 年份           | 出場           | 入球           |
| -------------- | -------------- | -------------- |
| 1998年         | 2              | 0              |
| 1999年         | 8              | 0              |
| 2000年         | 2              | 0              |
| 2001年         | 1              | 0              |
| 2002年         | 3              | 0              |
| 2003年         | 0              | 0              |
| 2004年         | 5              | 0              |
| 2005年         | 7              | 0              |
| 2006年         | 14             | 0              |
| 2007年         | 9              | 0              |
| 2008年         | 10             | 0              |
| 總計           | 61             | 0              |

## 荣誉

### 俱乐部
沙尔克04
- 欧洲联盟杯冠軍：1996-97賽季

AC米兰
- 意大利足球甲级联赛冠軍：1998-99賽季

多特蒙德
- 德国足球甲级联赛冠軍：2001-02賽季
- 欧洲联盟杯亞軍：2001-02賽季

阿森纳
- 英格兰足球超级联赛冠軍：2003-04賽季
- 英格兰足总杯冠軍：2005年
- 英格兰社区盾冠軍：2004年
- 欧洲冠军联赛亚军：2005-06賽季

### 国家队
- 世界杯足球赛亚军：2002年
- 季军：2005年
- 世界杯足球赛季军：2006年
- 欧洲足球锦标赛亚军：2008年

### 个人
- 欧洲足联俱乐部最佳门将：1997年、2006年
- 欧洲足联俱乐部足球奖最佳門將：2005-06賽季
- 世界盃最佳全明星陣容：2006年